# Alaungpaya

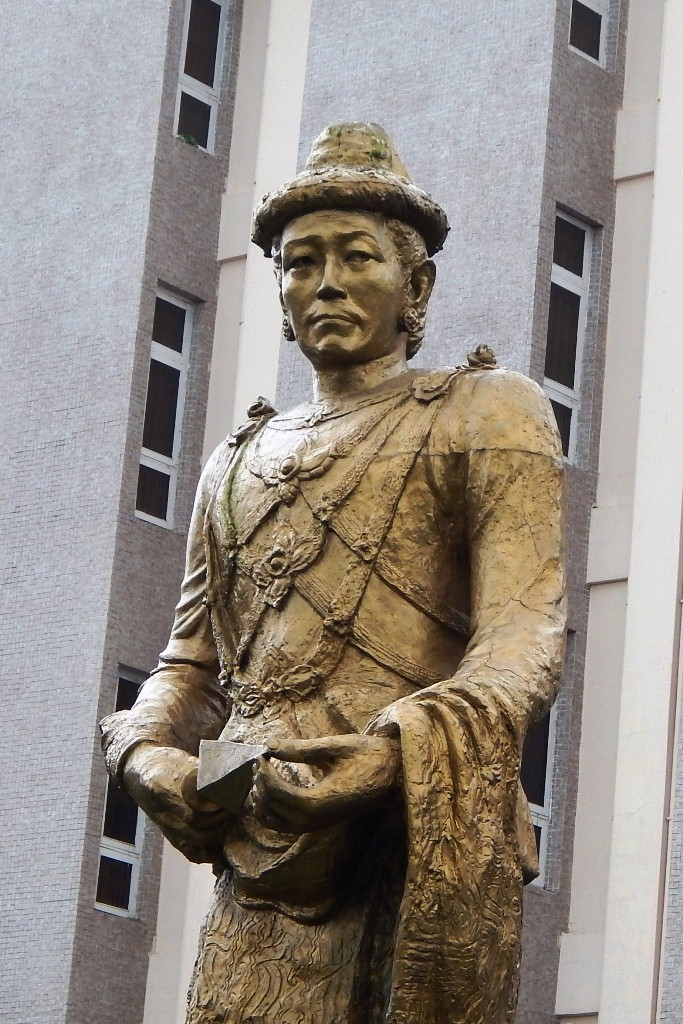
Monument a Alaungpaya davant del Museu Nacional a Yangon.

Alaungpaya (Moksobomyo, actual Myanmar, 1714 — Kin-ywa, actual Myanmar, 13 d'abril de 1760) va ser un sobirà de Birmània El 1752 Alaungpaya desafià el restaurat Regne de Hanthawaddy que acabava d'enderrocar al Regne de Taungoo, i que fundà la dinastia que portà el seu nom. El 1759, les forces d’Alaungpaya havien reunit tota Birmània (i Manipur) i expulsaven els francesos i els britànics que havien proporcionat armes a Hanthawaddy.